# Жаксимайський сільський округ
Жаксима́йський сільський округ (каз. Жақсымай ауылдық округі, рос. Жаксымайский сельский округ) — адміністративна одиниця у складі Темірського району Актюбінської області Казахстану. Адміністративний центр — село Шубаркудик.
Населення — 1927 осіб (2021; 1984 у 2009, 1893 у 1999).
В радянські часи сучасне село Шубаркудик було частиною смт Шубаркудук, окремо існувало станційне селище Жаксимай, — вони підпорядковувались Шубаркудуцькій селищній раді. Жаксимайський сільський округ був утворений 2019 року шляхом виділення зі складу Шубаркудуцького сільського округу території площею 83,20 км² з населеними пунктами село Шубаркудик та селище Жаксимай, а також території Аксайського сільського округу площею 410,24 км².

## Склад
До складу округу входять такі населені пункти:
| Населений пункт            | Населення, осіб (1999) | Населення, осіб (2009) | Населення, осіб (2021) |
| -------------------------- | ---------------------- | ---------------------- | ---------------------- |
| Жаксимай, станційне селище | 190                    | 171                    | 224                    |
| Шубаркудик, село           | 1703                   | 1813                   | 1703                   |